# Krymska Elektrownia Jądrowa
Krymska Elektrownia Jądrowa (ukr. Кримська АЕС, ros. Крымская АЭС) – nieukończona i porzucona budowa siłowni jądrowej na przylądku Kazantip, na brzegu Jeziora Aktaśkego na Krymie, niedaleko miasta Szczołkine.
Budowa rozpoczęła się w 1976 roku. Po katastrofie czarnobylskiej w 1986, lokalizacja budowy została poddana inspekcji, która wykazała, że jest ona położona na terenie aktywnym sejsmicznie. Budowę wstrzymano w 1989 roku.
W latach 1993–1999 plac budowy był miejscem festiwalu muzyki elektronicznej, który z tego powodu nazywany był również „Reaktorem”.
W latach 1998–2004 niedoszła elektrownia znajdowała się pod jurysdykcją ministerstwa paliw Ukrainy. W 2004 przeszła pod zarząd autonomicznego rządu Krymu. W 2005 sprzedał on budowę osobie prywatnej, której tożsamości nie ujawniono.